# Rossif Sutherland
Rossif Sutherland (ur. 25 września 1978 w Vancouver) – kanadyjski aktor filmowy i telewizyjny. Syn Donalda Sutherlanda i Francine Racette. Za rolę Billy’ego w kanadyjskiej komedii kryminalnej High Life (2009) był nominowany do Nagrody Genie.

## Wybrana filmografia

### Seriale TV
- 2003–2004: Ostry dyżur jako Lester Kertzenstein
- 2005: Detektyw Monk jako Vic Blanchard
- 2011: Być jak Erica jako Emmett
- 2011: Punkt krytyczny jako Charlie Alanak
- 2011: Living in Your Car jako Sam
- 2012: Detektyw King jako detektyw Pen Martin
- 2012: The Listener: Słyszący myśli jako Anthony Wallace
- 2013: Przekraczając granice jako Moreau
- 2013–2017: Nastoletnia Maria Stuart jako Nostradamus
- 2015: Przystań jako Henry / Sandman
- 2016: The Expanse jako Neville Bosch
- 2022: Sierota. Narodziny zła jako Allen Albright

### Filmy
- 2012: Oficer i morderca jako detektyw Nick Gallagher